# Norddeutsche Fußballmeisterschaft 1925/26

Holstein Kiel wurde nach 14 Jahren wieder norddeutscher Fußballmeister.

Die norddeutsche Fußballmeisterschaft 1925/26 war die 20. vom Norddeutschen Fußball-Verband ausgetragene Fußballmeisterschaft. Sieger wurde Holstein Kiel im Endrundenturnier mit einem Punkt Vorsprung vor dem Hamburger SV. Durch diesen Sieg qualifizierten sich die Kieler für die deutsche Fußballmeisterschaft 1925/26, bei der sie nach Siegen über den Stettiner SC und den SV Norden-Nordwest das Halbfinale erreichten. Dort trafen sie auf den späteren Sieger SpVgg Fürth und schieden durch eine 1:3-Niederlage aus. Der Hamburger SV war als norddeutscher Vizemeister ebenfalls für die deutsche Fußballmeisterschaft qualifiziert. Genau wie Kiel war auch für Hamburg im Halbfinale Schluss, die Mannschaft unterlag Hertha BSC im Deutschen Stadion mit 2:4.

## Modus und Übersicht
1925 fasste der NFV Lübeck-Schwerin und Strelitz-Vorpommern zu einem neuen Bezirk Lübeck-Mecklenburg zusammen. Der Spielbetrieb fand erneut zuerst in den (nunmehr sechs) regionalen Bezirken Groß-Hamburg, Lübeck-Mecklenburg, Nordhannover, Schleswig-Holstein, Südhannover-Braunschweig und Weser/Jade statt. Die meisten Bezirksligen waren nochmals in zwei Staffeln unterteilt. Die Bezirksmeister und, bis auf Lübeck-Mecklenburg und Nordhannover, ebenfalls die Bezirksvizemeister, qualifizierten sich für die norddeutsche Endrunde. Die Vereine aus Vorpommern gehörten nicht mehr zum NFV, sie spielten spätestens ab 1928 als Kreis Vorpommern-Rügen im Baltischen Rasen- und Wintersport-Verband.
| Bezirk                   | Meister             | Vizemeister         |
| ------------------------ | ------------------- | ------------------- |
| Groß-Hamburg             | Hamburger SV        | Altona 93           |
| Lübeck-Mecklenburg       | Lübecker BV Phönix  |                     |
| Nordhannover             | Rasensport Harburg  |                     |
| Schleswig-Holstein       | Holstein Kiel       | FVgg Kilia Kiel     |
| Südhannover-Braunschweig | SV Arminia Hannover | Hannoverscher SC 02 |
| Weser-Jade               | Bremer SV           | SV Werder Bremen    |

## Bezirksliga Groß-Hamburg
Die Bezirksliga Groß-Hamburg war in dieser Spielzeit erneut in die Gruppen Alsterkreis und Elbekreis unterteilt. Die Sieger beider Staffeln qualifizierten sich für das Finale um die Fußballmeisterschaft Groß-Hamburgs, beide Vereine waren ebenfalls für die norddeutsche Endrunde qualifiziert.

### Alsterkreis
| Pl. | Verein                | Sp. | S  | U | N  | Tore    | Quote | Punkte |
| --- | --------------------- | --- | -- | - | -- | ------- | ----- | ------ |
| 1.  | Hamburger SV (NM)     | 14  | 13 | 0 | 1  | 072:120 | 6,00  | 26:20  |
| 2.  | SC Victoria Hamburg   | 14  | 9  | 1 | 4  | 054:260 | 2,08  | 19:90  |
| 3.  | Eimsbütteler TV       | 14  | 9  | 0 | 5  | 040:270 | 1,48  | 18:10  |
| 4.  | SpVgg Polizei Hamburg | 14  | 7  | 2 | 5  | 034:290 | 1,17  | 16:12  |
| 5.  | SV St. Georg          | 14  | 5  | 2 | 7  | 027:310 | 0,87  | 12:16  |
| 6.  | Wandsbeker FC         | 14  | 4  | 2 | 8  | 031:590 | 0,53  | 10:18  |
| 7.  | Concordia Wandsbek    | 14  | 2  | 2 | 10 | 025:620 | 0,40  | 06:22  |
| 8.  | FC St. Pauli          | 14  | 1  | 3 | 10 | 018:550 | 0,33  | 05:23  |

| (NM) | norddeutscher Titelverteidiger |

### Elbekreis
| Pl. | Verein                   | Sp. | S  | U | N  | Tore    | Quote | Punkte |
| --- | ------------------------ | --- | -- | - | -- | ------- | ----- | ------ |
| 1.  | Altona 93 (M)            | 14  | 12 | 1 | 1  | 058:270 | 2,15  | 25:30  |
| 2.  | Union 03 Altona          | 14  | 10 | 3 | 1  | 067:230 | 2,91  | 23:50  |
| 3.  | St. Pauli Sportverein    | 14  | 9  | 1 | 4  | 047:280 | 1,68  | 19:90  |
| 4.  | Rothenburgsorter FK 1908 | 14  | 7  | 1 | 6  | 035:340 | 1,03  | 15:13  |
| 5.  | Ottensener SV 07         | 14  | 4  | 2 | 8  | 035:490 | 0,71  | 10:18  |
| 6.  | SC Nienstedten 1907      | 14  | 3  | 2 | 9  | 031:610 | 0,51  | 08:20  |
| 7.  | SpVgg Blankenese         | 14  | 3  | 1 | 10 | 014:450 | 0,31  | 07:21  |
| 8.  | Holsatia Elmshorn        | 14  | 2  | 1 | 11 | 025:450 | 0,56  | 05:23  |

| (M) | Titelverteidiger Groß-Hamburg |

### Finalspiel Groß-Hamburg
|                                   | Ergebnis |                              |
| --------------------------------- | -------- | ---------------------------- |
| Hamburger SV (Sieger Alsterkreis) | 5:4      | Altona 93 (Sieger Elbekreis) |

## Bezirksliga Lübeck-Mecklenburg
Die Bezirksliga Lübeck-Mecklenburg wurde in dieser Spielzeit eingleisig ausgetragen. Der letztplatzierte Verein musste in einer Relegationsrunde gegen die Sieger der zweiten Klassen antreten. Diese konnte der VfR Lübeck gegen den VfL Eutin und dem SV Rostock erfolgreich gestalten, so dass der Verein in der Liga verblieb. Da dem Bezirk nur ein Teilnehmer an der Norddeutschen Endrunde zustand, hätte Phönix Lübeck ein oder zwei Entscheidungsspiele gegen den Meister der Oststaffel, Stralsund 07, austragen müssen. Solches fand aber nicht statt, vermutlich weil die vorpommerschen Vereine dem Bezirk schon nicht mehr angehörten.
| Pl. | Verein                  | Sp. | S  | U | N  | Tore    | Quote | Punkte |
| --- | ----------------------- | --- | -- | - | -- | ------- | ----- | ------ |
| 1.  | Lübecker BV Phönix      | 14  | 12 | 1 | 1  | 061:170 | 3,59  | 25:30  |
| 2.  | Schweriner FC 03 (M)    | 14  | 11 | 0 | 3  | 056:260 | 2,15  | 22:60  |
| 3.  | FC Germania 1904 Wismar | 14  | 8  | 1 | 5  | 040:320 | 1,25  | 17:11  |
| 4.  | Rostocker SC 1895       | 14  | 6  | 2 | 6  | 026:400 | 0,65  | 14:14  |
| 5.  | Oldesloer SV            | 14  | 5  | 2 | 7  | 034:510 | 0,67  | 12:16  |
| 6.  | VfL Schwerin            | 14  | 5  | 0 | 9  | 019:360 | 0,53  | 10:18  |
| 7.  | Lübecker SV 1913        | 14  | 4  | 0 | 10 | 025:320 | 0,78  | 08:20  |
| 8.  | VfR Lübeck              | 14  | 2  | 0 | 12 | 027:540 | 0,50  | 04:24  |

| (M) | Titelverteidiger Lübeck-Mecklenburg |

## Bezirksliga Nordhannover
Die Bezirksliga Nordhannover wurde, wie im Vorjahr, in einer Staffel mit acht Mannschaften ausgetragen.
| Pl. | Verein                 | Sp. | S | U | N  | Tore    | Quote | Punkte |
| --- | ---------------------- | --- | - | - | -- | ------- | ----- | ------ |
| 1.  | Rasensport Harburg (M) | 14  | 9 | 2 | 3  | 052:290 | 1,79  | 20:80  |
| 2.  | FC Normannia Harburg   | 14  | 9 | 1 | 4  | 032:320 | 1,00  | 19:90  |
| 3.  | SV Harburg 1924        | 14  | 9 | 0 | 5  | 034:210 | 1,62  | 18:10  |
| 4.  | SC Uelzen 09 (N)       | 14  | 7 | 1 | 6  | 041:350 | 1,17  | 15:13  |
| 5.  | Viktoria Wilhelmsburg  | 14  | 5 | 3 | 6  | 044:420 | 1,05  | 13:15  |
| 6.  | Borussia Harburg       | 14  | 4 | 3 | 7  | 022:300 | 0,73  | 11:17  |
| 7.  | Wilhelmsburger FV 09   | 14  | 4 | 2 | 8  | 026:390 | 0,67  | 10:18  |
| 8.  | Viktoria Harburg       | 14  | 2 | 2 | 10 | 017:400 | 0,43  | 06:22  |

| (M) | Titelverteidiger Nordhannover |
| (N) | Aufsteiger                    |

## Bezirksliga Schleswig-Holstein
Die Bezirksliga Schleswig-Holstein wurde erneut in den Staffel Eider und Förde unterteilt. Beide Staffelsieger waren für die norddeutsche Endrunde qualifiziert, trafen aber zusätzlich in einem Finale aufeinander, um den schleswig-holsteinischen Bezirksmeister zu ermitteln.

### Staffel Eider
| Pl. | Verein                  | Sp. | S | U | N | Tore    | Quote | Punkte |
| --- | ----------------------- | --- | - | - | - | ------- | ----- | ------ |
| 1.  | FVgg Kilia Kiel         | 10  | 9 | 0 | 1 | 054:150 | 3,60  | 18:20  |
| 2.  | VfB Union-Teutonia Kiel | 10  | 7 | 0 | 3 | 046:250 | 1,84  | 14:60  |
| 3.  | VfR Neumünster          | 10  | 5 | 2 | 3 | 024:210 | 1,14  | 12:80  |
| 4.  | Borussia Gaarden        | 10  | 2 | 2 | 6 | 015:380 | 0,39  | 06:14  |
| 5.  | Preußen 1909 Itzehoe    | 10  | 1 | 3 | 6 | 021:390 | 0,54  | 05:15  |
| 6.  | RSV Eintracht Kiel (N)  | 10  | 1 | 3 | 6 | 028:500 | 0,56  | 05:15  |

| (N) | Aufsteiger |

Entscheidungsspiel Platz 5:
|                 | Ergebnis |                    |
| --------------- | -------- | ------------------ |
| Preußen Itzehoe | 1:0      | RSV Eintracht Kiel |

### Staffel Förde
| Pl. | Verein                      | Sp. | S  | U | N | Tore    | Quote | Punkte |
| --- | --------------------------- | --- | -- | - | - | ------- | ----- | ------ |
| 1.  | Holstein Kiel (M)           | 10  | 10 | 0 | 0 | 067:130 | 5,15  | 20:0   |
| 2.  | SV Hohenzollern-Hertha Kiel | 10  | 7  | 1 | 2 | 050:290 | 1,72  | 15:50  |
| 3.  | Olympia Neumünster          | 10  | 4  | 1 | 5 | 028:310 | 0,90  | 09:11  |
| 4.  | VfL Nordmark Flensburg      | 10  | 3  | 2 | 5 | 023:430 | 0,53  | 08:12  |
| 5.  | VfL 1923 Kiel a             | 10  | 3  | 1 | 6 | 022:430 | 0,51  | 07:13  |
| 6.  | Gaardener BV 1923           | 10  | 0  | 1 | 9 | 013:440 | 0,30  | 01:19  |

| (M) | Titelverteidiger Schleswig-Holstein |

### Finalspiel Schleswig-Holstein
|                                      | Ergebnis |                                        |
| ------------------------------------ | -------- | -------------------------------------- |
| Holstein Kiel (Sieger Staffel Förde) | 5:1      | FVgg Kilia Kiel (Sieger Staffel Eider) |

## Bezirksliga Südhannover-Braunschweig
Die Bezirksliga Südhannover-Braunschweig war in dieser Spielzeit erneut in zwei Staffeln unterteilt. Die beiden Staffelsieger qualifizierten sich für die norddeutsche Endrunde, ermittelten in einem Finale noch zusätzlich den Bezirksmeister Südhannover-Braunschweig.

### Staffel 1
| Pl. | Verein                      | Sp. | S  | U | N  | Tore    | Quote | Punkte |
| --- | --------------------------- | --- | -- | - | -- | ------- | ----- | ------ |
| 1.  | SV Arminia Hannover         | 14  | 10 | 3 | 1  | 068:250 | 2,72  | 23:50  |
| 2.  | VfB Braunschweig            | 14  | 10 | 2 | 2  | 048:240 | 2,00  | 22:60  |
| 3.  | BV Werder Hannover          | 14  | 7  | 2 | 5  | 053:440 | 1,20  | 16:12  |
| 4.  | FSV Sport Rot-Weiß Hannover | 14  | 6  | 4 | 4  | 040:340 | 1,18  | 16:12  |
| 5.  | Hannover 96                 | 14  | 4  | 4 | 6  | 031:400 | 0,78  | 12:16  |
| 6.  | Leu Braunschweig            | 14  | 2  | 5 | 7  | 031:460 | 0,67  | 09:19  |
| 7.  | SpVgg Hildesheim 07         | 14  | 3  | 1 | 10 | 029:540 | 0,54  | 07:21  |
| 8.  | Germania Wolfenbüttel       | 14  | 1  | 5 | 8  | 022:550 | 0,40  | 07:21  |

|}

Entscheidungsspiel Platz 7:
|                     | Ergebnis |                       |
| ------------------- | -------- | --------------------- |
| SpVgg Hildesheim 07 | 2:1      | Germania Wolfenbüttel |

### Staffel 2
| Pl. | Verein                     | Sp. | S  | U | N  | Tore    | Quote | Punkte |
| --- | -------------------------- | --- | -- | - | -- | ------- | ----- | ------ |
| 1.  | Hannoverscher SC 02        | 14  | 11 | 3 | 0  | 040:140 | 2,86  | 25:30  |
| 2.  | Eintracht Braunschweig (M) | 14  | 9  | 2 | 3  | 037:160 | 2,31  | 20:80  |
| 3.  | Eintracht Hannover         | 14  | 8  | 1 | 5  | 033:230 | 1,43  | 17:11  |
| 4.  | Niedersachsen Döhren       | 14  | 7  | 3 | 4  | 029:220 | 1,32  | 17:11  |
| 5.  | VfB Peine                  | 14  | 6  | 2 | 6  | 039:350 | 1,11  | 14:14  |
| 6.  | SV Linden 07               | 14  | 3  | 2 | 9  | 028:350 | 0,80  | 08:20  |
| 7.  | VfL Helmstedt (N)          | 14  | 3  | 1 | 10 | 022:530 | 0,42  | 07:21  |
| 8.  | Goslarer SC 08             | 14  | 2  | 0 | 12 | 019:490 | 0,39  | 04:24  |

| (M) | Titelverteidiger Südhannover-Braunschweig |
| (N) | Aufsteiger                                |

### Finalspiel Südhannover-Braunschweig
|                                        | Ergebnis |                                        |
| -------------------------------------- | -------- | -------------------------------------- |
| SV Arminia Hannover (Sieger Staffel 1) | 2:1      | Hannoverscher SC 02 (Sieger Staffel 2) |

## Bezirksliga Weser-Jade
Die Bezirksliga Weser-Jade wurde in dieser Spielzeit erneut in den Staffeln Weser und Jade ausgespielt. Die beiden Staffelsieger qualifizierten sich für die norddeutsche Endrunde, ermittelten in einem Finale aber noch zusätzlich den Bezirksmeister Weser-Jade.

### Staffel Weser
| Pl. | Verein                 | Sp. | S  | U | N | Tore    | Quote | Punkte |
| --- | ---------------------- | --- | -- | - | - | ------- | ----- | ------ |
| 1.  | SV Werder Bremen       | 12  | 12 | 0 | 0 | 053:160 | 3,31  | 24:0   |
| 2.  | VfB Komet Bremen       | 12  | 8  | 0 | 4 | 050:290 | 1,72  | 16:80  |
| 3.  | SV Frisia Oldenburg    | 12  | 7  | 0 | 5 | 039:400 | 0,98  | 14:10  |
| 4.  | Geestemünder SC        | 12  | 5  | 1 | 6 | 024:430 | 0,56  | 11:13  |
| 5.  | FV 1900 Woltmershausen | 12  | 3  | 2 | 7 | 032:350 | 0,91  | 08:16  |
| 6.  | FC Stern Bremen        | 12  | 3  | 2 | 7 | 028:350 | 0,80  | 08:16  |
| 7.  | VfB Oldenburg          | 12  | 0  | 3 | 9 | 016:440 | 0,36  | 03:21  |

### Staffel Jade
| Pl. | Verein                   | Sp. | S  | U | N  | Tore    | Quote | Punkte |
| --- | ------------------------ | --- | -- | - | -- | ------- | ----- | ------ |
| 1.  | Bremer SV (M)            | 12  | 10 | 1 | 1  | 050:270 | 1,85  | 21:30  |
| 2.  | Wilhelmshavener SV 06    | 12  | 7  | 1 | 4  | 038:190 | 2,00  | 15:90  |
| 3.  | Bremer BV Union          | 12  | 7  | 1 | 4  | 030:230 | 1,30  | 15:90  |
| 4.  | ABTS Bremen              | 12  | 5  | 2 | 5  | 031:210 | 1,48  | 12:12  |
| 5.  | SC 1909 Hemelingen       | 12  | 4  | 3 | 5  | 029:330 | 0,88  | 11:13  |
| 6.  | Frisia Wilhelmshaven (N) | 12  | 3  | 1 | 8  | 025:410 | 0,61  | 07:17  |
| 7.  | VfL Hohenzollern Bremen  | 12  | 1  | 1 | 10 | 017:560 | 0,30  | 03:21  |

| (M) | Titelverteidiger Weser-Jade |
| (N) | Aufsteiger                  |

### Finale Weser-Jade
|                                         | Gesamt |                                 | Hinspiel | Rückspiel |
| --------------------------------------- | ------ | ------------------------------- | -------- | --------- |
| SV Werder Bremen (Sieger Staffel Weser) | 3:8    | Bremer SV (Sieger Staffel Jade) | 1:6      | 2:2       |

## Endrunde um die norddeutsche Fußballmeisterschaft
Die Endrunde um die norddeutsche Fußballmeisterschaft fand erneut zuerst im K.-o.-System statt. Nach der Qualifikation trafen die siegreichen Mannschaften im Rundenturnier in einer Einfachrunde aufeinander, um den norddeutschen Fußballmeister zu ermitteln.

### Qualifikation
Gespielt wurde am 21. und 28. Februar 1926.
|                                                                   | Ergebnis |                                                   |
| ----------------------------------------------------------------- | -------- | ------------------------------------------------- |
| SV Arminia Hannover (Meister Bezirk Südhannover-Braunschweig)     | 5:3      | SV Werder Bremen (Vizemeister Bezirk Weser-Jade)  |
| Hannoverscher SC 02 (Vizemeister Bezirk Südhannover-Braunschweig) | 6:2      | Bremer SV (Meister Bezirk Weser-Jade)             |
| FVgg Kilia Kiel (Vizemeister Bezirk Schleswig-Holstein)           | 1:5      | Hamburger SV (Meister Bezirk Groß-Hamburg)        |
| Lübecker BV Phönix (Meister Bezirk Lübeck-Mecklenburg)            | 1:4      | Holstein Kiel (Meister Bezirk Schleswig-Holstein) |
| VfR Harburg (Meister Bezirk Nordhannover)                         | 3:4      | Altona 93 (Vizemeister Bezirk Groß-Hamburg)       |

### Siegerstaffel
| Pl. | Verein              | Sp. | S | U | N | Tore    | Quote | Punkte |
| --- | ------------------- | --- | - | - | - | ------- | ----- | ------ |
| 1.  | Holstein Kiel       | 4   | 3 | 1 | 0 | 015:300 | 5,00  | 07:10  |
| 2.  | Hamburger SV (NM)   | 4   | 2 | 2 | 0 | 011:600 | 1,83  | 06:20  |
| 3.  | SV Arminia Hannover | 4   | 1 | 2 | 1 | 011:120 | 0,92  | 04:40  |
| 4.  | Hannoverscher SC 02 | 4   | 1 | 0 | 3 | 003:800 | 0,38  | 02:60  |
| 5.  | Altona 93           | 4   | 0 | 1 | 3 | 004:150 | 0,27  | 01:70  |

| (NM) | norddeutscher Titelverteidiger |

Holstein: Passenheim - Lagerquist, A. Werner - Grapengeter, Obitz, Ohm - Voß, Ritter, K. Schulz, Lübke, Esser (auch eingesetzt: Max Kurt Slebioda, Klink, Steffen)